# Лик Абало
Лик Абало (фр. Luc Abalo; Иври сир Сен, 6. септембар 1984) бивши је француски професионални рукометаш који је играо на позицији десног крила.

## Клупска каријера
Каријеру је почео 1998. године у екипи Иври где је играо све до 2008. године када је прешао у шпански Сијудад Реал са којим је освојио ЕХФ Лигу шампиона 2009. Након што је Сијудад Реал после финанцијских потешкоћа 2011. променио име у Атлетико Мадрид, Абало се 2012. вратио у домовину и потписао за Париз Сен Жермен у којем је провео највећи део своје каријере. За Париз Сен Жермен је играо пуних осам година све до 2020. године када је потписао једногодишњи уговор са норвешким Елверумом. Клупску каријеру је завршио 2023. године у Јапану играјући за Зикстар Токио.

## Репрезентативна каријера
Абало је био дугогодишњи и неизоставни члан репрезентације Француске с којом је освојио златну медаљу на Олимпијским играма 2008. у Пекингу, 2012. у Лондону и 2020. у Токиу, Светском првенству 2009. у Хрватској, 2011. у Шведској и 2017. у Француској и на Европском првенству 2006. у Швајцарској, 2010. у Аустрији и 2014. у Данској.
Такође, освојио je и сребрену медаљу на Олимпијским играма 2016. у Рио де Жанеиру те бронзе на Светском првенству 2019. у Њемачкој и Данској, Европском првенству 2008. у Норвешкој и 2018. у Хрватској.

## Клупски профеји

### Иври
- Првенство Француске: 2007.

### Сијудад Реал
- ЕХФ Лига шампиона: 2009.
- АСОБАЛ лига: 2009, 2010.
- Куп Шпаније: 2011.
- Суперкуп Шпаније: 2011.
- Суперкуп Европе: 2009.
- Светско првенство за клубове: 2010.

### Атлетико Мадрид
- Куп Шпаније: 2012.
- Суперкуп Шпаније: 2012.
- Светско првенство за клубове: 2012.

### Париз Сен Жермен
- Првенство Француске: 2013, 2015, 2016, 2017, 2018, 2019, 2020.
- Куп Француске: 2014, 2015, 2018.
- Лига куп Француске: 2017, 2018, 2019.
- Суперкуп Француске: 2014, 2015, 2016.

### Елверум
- Првенство Норвешке: 2021.